# Liste des maires de Rillieux
La liste des maires de Crépieux-la-Pape présente la liste des maires de l'ancienne commune de Rillieux, supprimée en 1972 par fusion avec Crépieux-la-Pape au sein de la nouvelle commune de Rillieux-la-Pape.
Cette commune a dépendu du département de l'Ain jusqu'au 31 décembre 1967, puis du département du Rhône (1968 - 1972).

## Liste des maires successifs

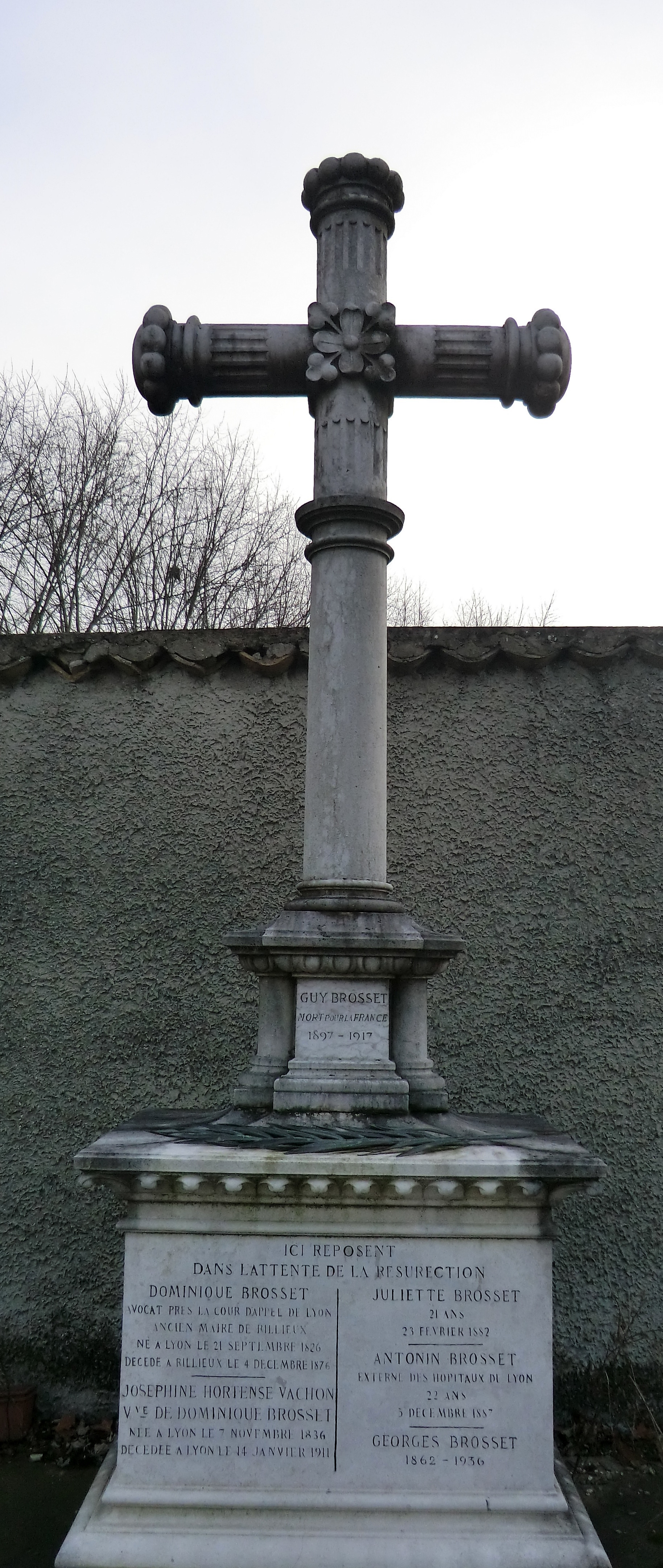
Tombe de Dominique Brosset (1826 -1876), maire en 1875.

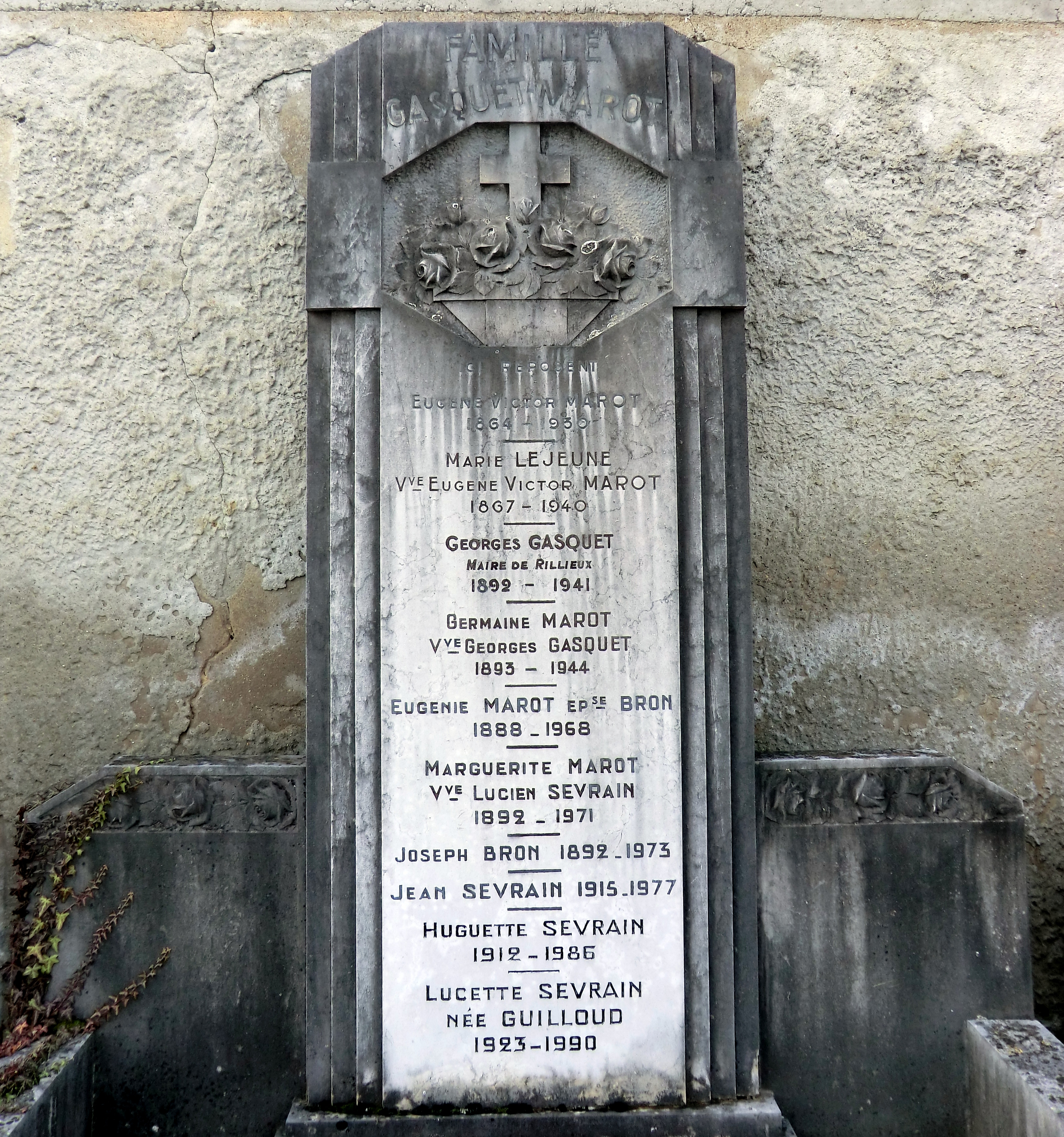
Tombe de Georges Gasquet (1892 - 1941), maire de 1935 à 1941.

| Période | Période | Identité                | Étiquette | Qualité                             |
| ------- | ------- | ----------------------- | --------- | ----------------------------------- |
| 1790    | 1791    | Jacques Molard          |           |                                     |
| 1791    | 1792    | Camille Gelas           |           |                                     |
| 1792    | 1795    | Antoine Gelas           |           |                                     |
| 1795    | 1797    | Jean Drevet             |           |                                     |
| 1797    | 1797    | Antoine Coqui           |           |                                     |
| 1797    | 1798    | Jean Drevet             |           |                                     |
| 1798    | 1800    | Pierre Bernard          |           |                                     |
| 1800    | 1810    | Claude Salignat         |           |                                     |
| 1810    | 1815    | Simon Basset de la Pape |           |                                     |
| 1815    | 1815    | Jean Molard             |           |                                     |
| 1815    | 1831    | Simon Basset de la Pape |           |                                     |
| 1831    | 1835    | Nicolas Bernard         |           |                                     |
| 1835    | 1843    | Joseph Brosset          |           |                                     |
| 1843    | 1852    | Claude Chevallier       |           |                                     |
| 1852    | 1855    | Melchior Ogier          |           |                                     |
| 1855    | 1861    | Jean Salignat           |           |                                     |
| 1861    | 1870    | Jérôme Gelas            |           |                                     |
| 1870    | 1874    | Gaspard Rolland         |           |                                     |
| 1874    | 1875    | Benoît-François Drevet  |           |                                     |
| 1875    | 1875    | Dominique Brosset       |           | Grand-père de Diego Brosset.        |
| 1875    | 1876    | Benoît-François Drevet  |           |                                     |
| 1876    | 1883    | Jean Molard             |           |                                     |
| 1883    | 1884    | Simon Talon             |           |                                     |
| 1884    | 1887    | Jean Molard             |           |                                     |
| 1887    | 1888    | Benoît Bernard          |           |                                     |
| 1888    | 1894    | Simon Talon             |           |                                     |
| 1894    | 1894    | Jean Chambonniée        |           |                                     |
| 1894    | 1901    | Jean Cretin             |           |                                     |
| 1901    | 1904    | Antoine Magnin          |           |                                     |
| 1904    | 1912    | Pierre Chevallier       |           |                                     |
| 1912    | 1915    | François-Benoît Vallet  |           | Mobilisé 1915-1917, démissionnaire. |
| 1915    | 1917    | Jean-Baptiste Vérand    |           |                                     |
| 1919    | 1919    | François-Benoît Vallet  |           |                                     |
| 1919    | 1927    | Jean Nique              |           |                                     |
| 1927    | 1935    | Jean Genoux             |           | …                                   |
| 1935    | 1941    | Georges Gasquet         |           | …                                   |
| 1941    | 1957    | Gabriel Ladevèze        |           | …                                   |
| 1957    | 1964    | Paul Chevallier         |           | …                                   |
| 1964    | 1971    | Joseph Vernay           |           | …                                   |
| 1971    | 1972    | André Janier            |           | …                                   |

## Pour approfondir